# Peunaron Lama
Peunaron Lama is een bestuurslaag in het regentschap Aceh Timur van de provincie Atjeh, Indonesië. Peunaron Lama telt 1105 inwoners (volkstelling 2010).